# Nuevo Naharros
Nuevo Naharros es una localidad de la provincia de Salamanca, Comunidad Autónoma de Castilla y León, España. Pertenece al término municipal de Pelabravo.

## Toponimia
Debe su nombre a la localidad contigua de Naharros del Río, cuya repoblación fue efectuada por los reyes de León en la Edad Media, con gentes procedentes de Navarra, origen geográfico del que tomaría su nombre la localidad.

## Historia
Nuevo Naharros fue creado en los años 60 del siglo XX dentro de los planes del Instituto Nacional de Colonización.

## Demografía
En 2017 contaba con una población de 719 habitantes, de los cuales 374 son varones y 345 son mujeres (INE 2017).
| Gráfica de evolución demográfica de Nuevo Naharros entre 2000 y 2017 |
|                                                                      |
|                                                                      |